# Opiliaceae
Opiliaceae је фамилија дикотиледоних биљака из реда Santalales. Обухвата 11 родова са око 36 врста. Сем традиционално обухваћених родова, по новијим схватањима у ову фамилију спада и род Anthobolus. Фамилија је распрострањења у тропским областима.